# Fentión

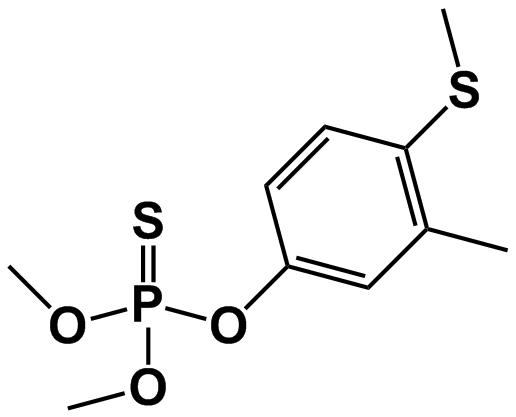
Estructura molecular del fentión, un insecticida organofosfato.

El fentión (en inglés fenthion); cuyo nombre IUPAC es fosforotioato de O,O-dimetilo y de O-4-metiltio-m-tolilo; y cuyo nombre CA es fosforotioato de O,O-dimetilo y de O-[3-metil-4-(metiltio)fenilo]; es un plaguicida rigurosamente restringido por ser dañino para la salud humana y el medio ambiente. Todas las aplicaciones como productos de protección de plantas que contengan fention están prohibidas, excepto para los usos esenciales enumerados a continuación.

## Usos permitidos
Las autorizaciones para usos esenciales pueden mantenerse hasta el 30 de junio de 2007 por los Estados miembros de la UE indicados, siempre que:
- (a) aseguren que tales productos de protección de plantas que quedan todavía en el mercado sean etiquetados de nuevo de manera que cumplan con las condiciones de uso restringidas;
- (b) impongan todas las apropiadas medidas para la disminución del riesgo para reducir cualquier posible riesgo a fin de asegurar la protección de la salud humana y animal y del medio ambiente; y,
- (c) asegurar que se están buscando seriamente productos o métodos alternativos para tales usos, en particular a través de planes de acción.

Para todos los usos no esenciales, para los que las existentes autorizaciones tenían que ser retiradas hasta el 11 de agosto de 2004, los Estados miembros de la UE pueden conceder un periodo de gracia para su eliminación, almacenamiento, comercialización y uso de los almacenajes existentes que debe caducar a más tardar el 11 de agosto de 2005. Para usos esenciales que pueden continuar a estar autorizados hasta el 30 de junio de 2007, el periodo de gracia para la eliminación, etc., de los almacenajes existentes es de 6 meses (es decir hasta el 31 de diciembre de 2007).
Están permitidos:
- España - Aplicación en cebo en cítricos y melocotoneros
- Grecia - Aplicación en cebo en olivos
- Italia - Aplicación en cebo en olivos
- Portugal - Aplicación en cebo en cítricos y olivos
- Chipre[1] - Aplicación en cebo en cítricos y olivos

## Resumen de la medida de prohibición
- Efecto previsto de la medida reglamentaria firme en relación con la salud humana: Reducción de riesgos por los usos de productos para protección de plantas.
- Efecto previsto de la medida reglamentaria firme en relación con el medio ambiente: Reducción de riesgos para el medio ambiente.
- Fecha de entrada en vigor de la medida reglamentaria firme: 11/08/2004

## Peligros y riesgos conocidos respecto a la salud humana
La medida de prohibición se tomó para proteger el medio ambiente. Sin embargo, el fentión está considerado como peligroso debido a su valor de toxicidad oral aguda LD50 en las ratas variando de 343-556 mg/kg peso corpóreo.
Los resultados de la evaluación indicaron un alto riesgo para los operadores cuando aplican el fentión. Basándose en una evaluación que utilizaba el modelo alemán de exposición para el operador, este riesgo puede ser reducido a un nivel aceptable si se utiliza el equipo de protección personal durante la mezcla/carga y aplicación de la sustancia para los usos más representativos que fueron evaluados. Sin embargo, hay que notar que si falta o es inadecuado el equipo protectivo personal, en violación de la etiqueta del producto y cualquier otro uso distinto de los que se evaluaron, podría suponer riesgos mayores para los operadores.

## Peligros y riesgos conocidos respecto al medio ambiente
Durante la evaluación de riesgos efectuada por los Estados miembros de la UE, se identificó un alto riesgo para las aves por la aplicación del fentión en los huertos (cítricos, olivos, cerezos y melocotoneros). Estas preocupaciones fueron confirmadas por el Comité Científico para las Plantas, que concluyó que los riesgos para las aves por los usos propuestos del fentión eran muy inciertos. Por tanto, los riesgos para las aves no deberían excluirse y de consecuencia no fue identificado un uso aceptable del fention. Los riesgos para otras importantes especies (mamíferos, artrópodos hacia los que no va dirigido, lombrices, organismos acuáticos) fueron considerados aceptables para los usos propuestos, como aplicación granular o formulaciones en cebo en olivos y cítricos. Sin embargo, debería notarse que el fention es altamente tóxico para las abejas y las medidas de atenuación del riesgo fueron consideradas indispensables.
Debería notarse también que otros usos distintos de aquellos evaluados podrían suponer considerables altos riesgos para el medio ambiente.